# 吉尔格勒特郭愣蒙古族乡
吉尔格勒特郭愣蒙古族乡是中华人民共和国新疆维吾尔自治区塔城地区乌苏市下辖的一个民族乡。

## 行政区划
吉尔格勒特郭愣蒙古族乡下辖以下村级行政区划单位：
榆树村、库鲁曼索都尔村、扎根塔拉村、浩图呼尔村、白杨树村、哈尔扎木村、库鲁木村、拜尔其村和莫墩塔拉村。